# Jablanica (gmina Boljevac)
Jablanica (cyr. Јабланица) – wieś w Serbii, w okręgu zajeczarskim, w gminie Boljevac. W 2011 roku liczyła 315 mieszkańców.